# Ceropegia ballyana
Церопегія балляна (Ceropegia ballyana) — вид рослини родини барвінкові.

## Будова
Повзуча рослина з суккулентним коренем. Має дивні зелено-білі квіти з червоно-коричневими цятками, трикутні при основі зі зрощеними покрученими пелюстками. Квітка схожа на ліхтарик гірлянди.

## Поширення та середовище існування
Зростає у Кенії.

## Практичне використання
Вирощується як кімнатна декоративна рослина.